# Chrysolina copta
Chrysolina copta é uma espécie de artrópode pertencente à família Chrysomelidae.